# Lotte in Weimar (film)
Pour plus de détails, voir Fiche technique et Distribution.
Lotte in Weimar est un film est-allemand réalisé par Egon Günther et sorti en salle en 1975. Il est une adaptation du roman de Thomas Mann, Charlotte à Weimar.

## Synopsis
En 1816, Charlotte Kestner voyage en compagnie de sa fille, et s'arrête à Weimar, à l'hôtel l'Éléphant. Les gens des alentours reconnaissent en elle le grand amour de jeunesse de Goethe, celle dont il s'était inspiré pour écrire Werther. Prévenu par les rumeurs, le poète, qui vit toujours à Weimar, finit par lui rendre visite.

## Fiche technique
- Titre original : Lotte in Weimar

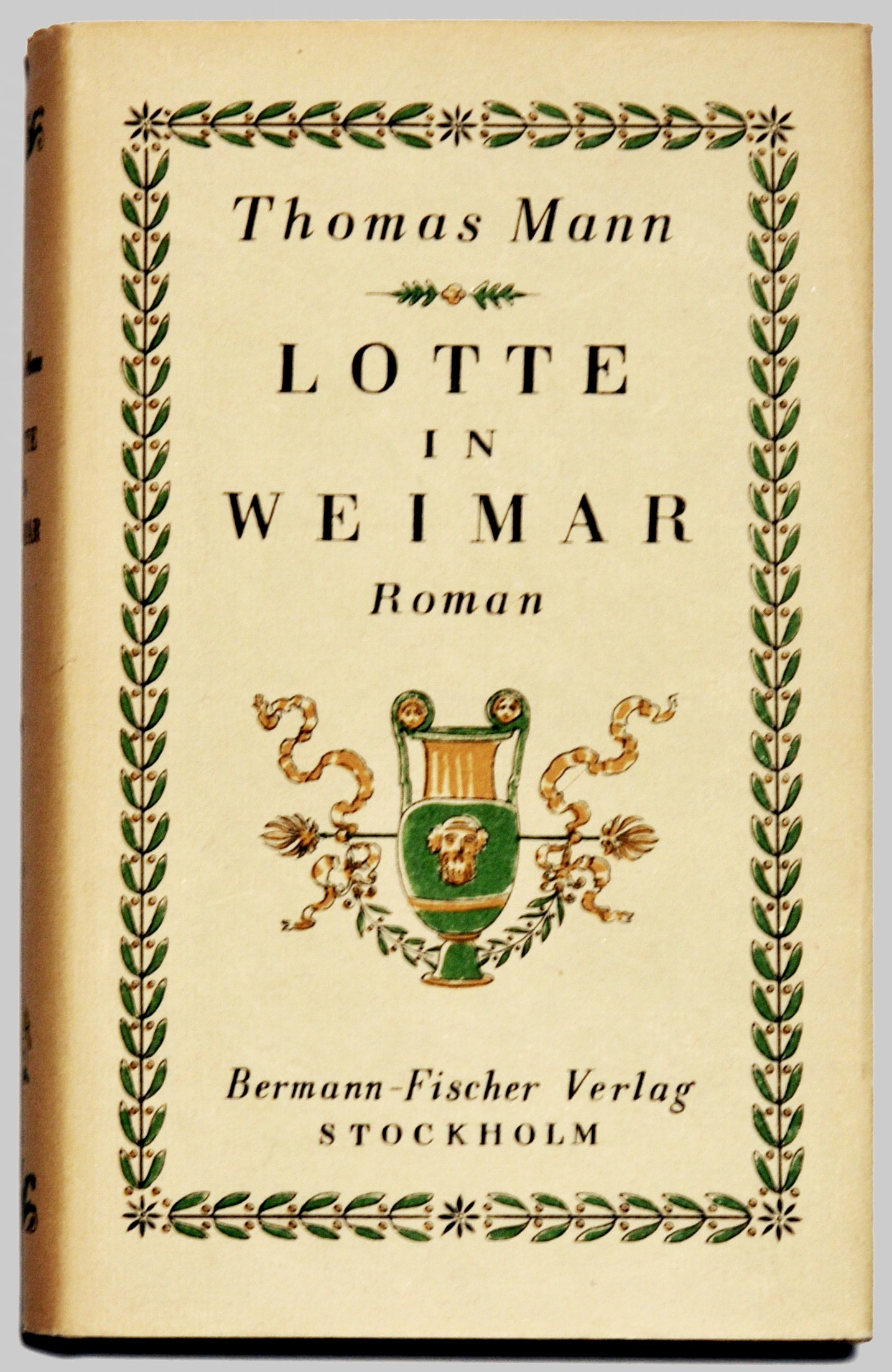
Reproduction de la couverture de Lotte in Weimar de Thomas Mann (1939), Stockholm : Bermann-Fischer.

- Scénario et réalisation : Egon Günther
- D'après : Charlotte à Weimar de Thomas Mann
- Photographie : Horst Döring
- Montage : Rita Hiller
- Musique : Gustav Mahler
- Production : DEFA
- Groupe artistique : "Babelsberg"
- Pays de production :  Allemagne de l'Est
- Langue originale : Allemand
- Format : Couleur - 1,66:1 - son mono - 35 mm
- Durée : 125 minutes
- Dates de sortie :
  - Allemagne de l'Est : 15 mai 1975
  - Allemagne de l'Ouest : 31 octobre 1975

## Distribution
- Lilli Palmer : Lotte
- Martin Hellberg : Goethe
- Rolf Ludwig : Mager, the waiter
- Hilmar Baumann : August, fils de Goethe
- Jutta Hoffmann : Adele Schopenhauer
- Katharina Thalbach : Ottilie von Pogwisch
- Monika Lennartz : Charlotte, Lotte's daughter
- Norbert Christian : Meyer - Professor
- Hans-Joachim Hegewald : Dr. Riemer
- Walter Lendrich : Ridel, Landkammerrat
- Dieter Mann : Karl, the butler
- Angelika Ritter : Klaerchen, the lady's maid
- Annemone Haase : Amalie Ridel
- Gisa Stoll : Mrs. Riemer
- Christa Lehmann : Mrs. Meyer
- Linde Sommer : Mrs. Kirms
- Sonja Hörbing : Mrs. Coudray
- Victor Deiß : Stephan Schütze
- Hans-Dieter Schlegel : Krims, Hofkammerrrat
- Peter Köhncke : Coudray - Oberbaurat
- Wilhelm Gröhl : Werner - Bergrat
- Fred Delmare : Farmer
- Wolfgang Greese : Rühring
- Thomas Neumann : Ferdinand Heinke
- Barbara Berg : Mrs. Elmenreich (comme Barbara Brecht-Schall)
- Ute Huebner : Ms. Cuzzle
- Axel Triebel : Butler
- Hilmar Eichhorn : Goethe - Young
- Thomas Thieme (de) : Kestner - Young

## Réception
Lotte in Weimar est un des rares succès du cinéma est-allemand à l'étranger. La présence au générique de Lilli Palmer et la sélection en compétition du festival de Cannes en 1975 aident à lui donner une certaine audience internationale.